# Ceratostylis juncoides
Ceratostylis juncoides är en orkidéart som beskrevs av Rudolf Schlechter. Ceratostylis juncoides ingår i släktet Ceratostylis och familjen orkidéer. Inga underarter finns listade i Catalogue of Life.